# Koninklijke Orde van de Welfen

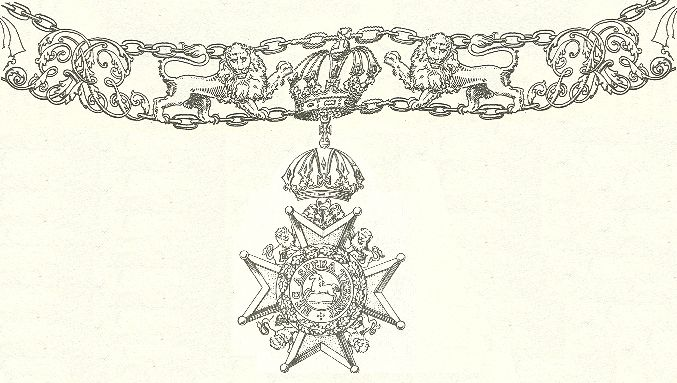
De keten van de Welfenorde.

De Koninklijke Orde van de Welfen (Engels: Royal Guelphic Order en Duits: Guelphenorden) is een door de Britse Prins-regent en latere koning George IV op 12 augustus 1815 ingestelde Ridderorde. De "Welfen" zijn het oeradellijke Duitse geslacht waarvan de Britse koning via zijn Hannoveraanse voorouders afstamde.

De Orde wordt door de ene schrijver tot de orden van het Koninkrijk Hannover gerekend en door de ander tot de orden van het Verenigd Koninkrijk.

Deze verwarring ontstaat omdat de Britse koningen tot 1840 in personele unie ook koningen van Hannover waren. De Orde van de Welfen werd in de jaren 1815-1840 bovendien vaker in Groot-Brittannië dan op het vasteland verleend zodat menigeen concludeerde dat het om een Britse orde ging.
De Britse koningen George IV en Willem IV droegen bij hun kroning de keten van de Orde van de Welfen. Volgens het gangbare protocol droegen zij deze keten als de hoogste en kortste van de drie bij die gelegenheid gedragen ketens.
 
In 1840 werden de twee landen na de dood van Koning Willem IV gescheiden en ging de Orde van de Welfen verder als Hannoveraanse ridderorde. Koning Ernst August van Hannover gaf de orde op 20 mei 1841 nieuwe statuten.

Ook in het Verenigd Koninkrijk bleef de Orde van de Welfen formeel bestaan maar Koningin Koningin Victoria en haar opvolgers verleenden de onderscheiding niet.
Na de annexatie van Hannover door Pruisen in 1866 werd de Orde afgeschaft en werd de ridders door de Pruisische Gouverneur-generaal desondanks toegestaan om de Orde ook verder te dragen. De verdreven Hannoveraanse koning erkende de annexatie niet en hield zich het recht voor om zijn ridderorden te blijven verlenen.

De huidige chef van de Welfen en het Koninklijk Huis van Hannover, Ernst August (V) Prins van Hannover, is de huidige Grootmeester van deze ridderorde, die nu dus een huisorde van de Hannoveraanse koninklijke familie is.

## De graden en de versierselen van de Orde van de Welfen

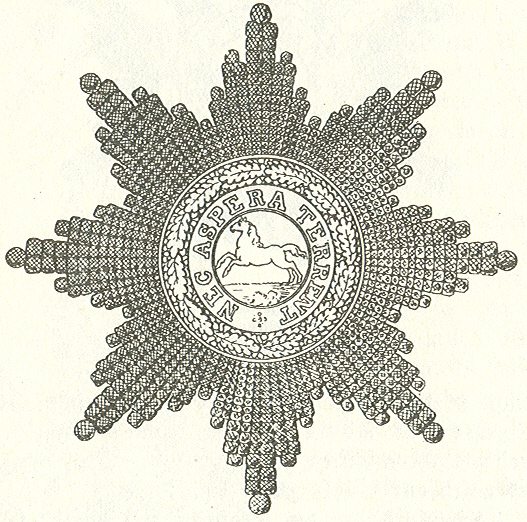
Ster van de Orde van de Welfen.jpg

### Grootmeester
Zij dragen het gouden kleinood aan een keten om de hals of aan een breed helblauw lint over de rechterschouder en de ster van de orde op delinkerborst. In het Verenigd Koninkrijk plaatsten de grootkruisen de letters "G.C.H." wat staat voor "Knight Grand Cross of the Royal Guelphic Order" achter hun naam. Koning Ernst August van Hannover bepaalde op 20 mei 1841 dat dit grootkruis niet aan personen met een lagere rang dan luitenant-generaal mocht worden verleend en dan nog alleen voor "verdienste die op eigen initiatief was getoond".

In het Verenigd Koninkrijk en sinds 7 juli 1860 in Hannover verkregen de Grootkruisen, voor zover zij geen edellieden waren, de persoonlijke adeldom en werden zij daarmee ook "hoffähig" en dus toegelaten aan het Hannoveraanse hof waar alleen edellieden werden toegelaten.

### Commandeurs der Eerste Klasse

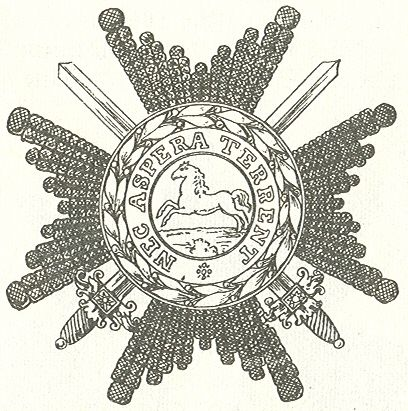
Ster van een Commandeur der Eerste Klasse met de Zwaarden.

Zij dragen het gouden kleinood aan een acht en een half centimeter breed helblauw lint om de hals. Op de linkerborst droegen zij een zilveren ster in de vorm van het kruis van de orde.

In het Verenigd Koninkrijk plaatsten de Commandeurs de letters "K.C.H." wat staat voor "Knight Commander of the Royal Guelphic Order" achter hun naam. Koning Ernst August van Hannover bepaalde op 20 mei 1841 dat dit commandeurskruis niet aan personen met een lagere rang dan generaal-majoor mocht worden verleend.

In het Verenigd Koninkrijk en sinds 7 juli 1860 in Hannover verkregen de Grootkruisen, voor zover zij geen edellieden waren, de persoonlijke adeldom en werden ook zij daarmee ook toegelaten aan het hof.

### Commandeurs der Tweede Klasse

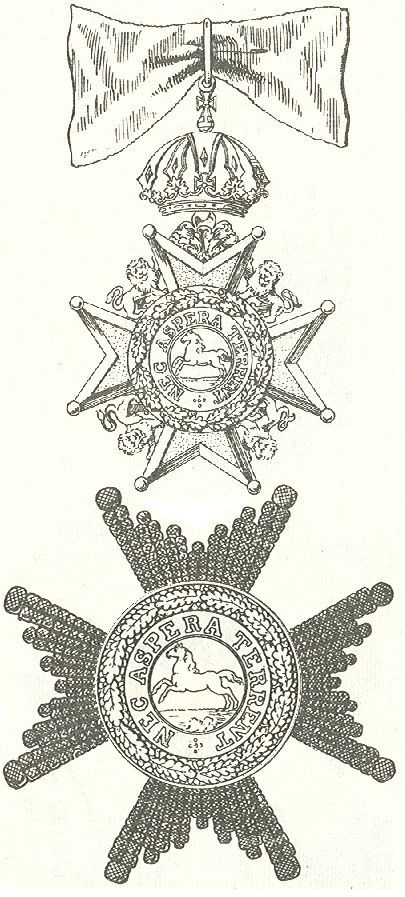
Ster en kleinood van een civiele Commandeur.

Zij dragen het gouden kleinood aan een acht en een half centimeter breed helblauw lint om de hals en datzelfde kruis, maar kleiner, aan een twee vingers breed helblauw lint op de linkerborst. Op dit lint was een strik bevestigd. In het Verenigd Koninkrijk en sinds 7 juli 1860 in Hannover verkregen ook de Commandeurs der Tweede Klasse, voor zover zij geen edellieden waren, de persoonlijke adeldom en werden zij daarmee ook toegelaten aan het hof.

### Ridders
Zij dragen een kleiner uitgevoerd zilveren kleinood aan een twee vingers breed helblauw lint op de linkerborst. In het Verenigd Koninkrijk plaatsten de Commandeurs de letters K.H.
wat staat voor "Knight of the Royal Guelphic Order" achter hun naam.

Anders dan bij de hogere rangen was er geen sprake van dat men met deze onderscheiding de adeldom verwierf.

## Ketting

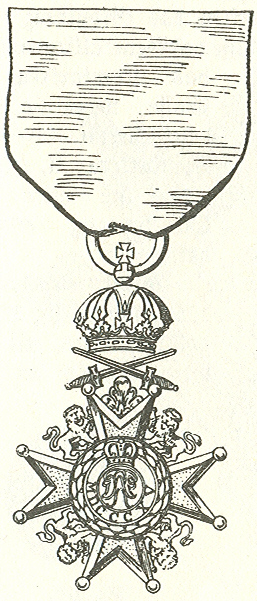
Kruis van de Orde.

Het voeren van "postnominal letters", in dit geval zou iemand als "Major Thomas Strope K.H." aangeduid worden, is een typisch Brits verschijnsel en werd in Hannover dan ook niet overgenomen.

Dragers van het Zilveren Kruis van de Orde werden na 1842 "leden der IVe klasse" genoemd.
De keten van de Welfenorde is van goud en bestaat uit afwisselend "gaande" gouden leeuwen, beugelkronen en de vervlochten gespiegelde intialen van George IV van het Verenigd Koninkrijk en Hannover.

De sterren zijn van zilver met in het midden een medaillon van de orde. Op 27 met 1860 besloot Koning George V van Hannover dat de sterren die in het verleden van zilverdraad waren geborduurd in het vervolg van massief zilver zouden zijn. Hij volgde daarmee de in Europa veranderende smaak.
In het medaillon is, binnen een ring met de woorden "NEC ASPERA TERRENT" (Latijn: "Wij schrikken niet van moeilijkheden"), een galopperend wit paard op een groene weide afgebeeld.
 
Het kruis of kleinood is een wit geëmailleerd achtpuntig Maltezer kruis met gouden ballen op de punten en gouden leeuwen in de armen. Als verhoging dient de Hannoveraanse koningskroon.
De onderscheiding werd ook met zwaarden verleend. In dat geval werden op het kleinood onder de verhoging (de Hannoveraanse koningskroon) twee gekruiste zwaarden aangebracht. Op de sterren werden dan eveneens twee zwaarden gelegd in de armen van het kruis van de Commandeurs der Eerste Klasse of op de zilveren ster van de Grootkruisen.

Bij militairen was het medaillon omringd door een groen geëmailleerde lauwerkrans, burgers droegen in plaats daarvan een krans van groene eikenbladeren.
Het lint van de orde is van hemelsblauwe zijde.
- Virtual International Authority File: 315687004